# 余劲松
余劲松（1968年2月—），女，中华人民共和国外交官，曾任中华人民共和国驻塞舌尔共和国特命全权大使和中华人民共和国驻法国大使馆公使，现任中国人民外交学会秘书长。

## 生平
1991年，进入中华人民共和国外交部工作，先后在外交部非洲司、驻扎伊尔大使馆、外交部干部司任职。2004年，任外交部培训中心副主任，后升任主任。2006年，任驻比利时大使馆参赞。2008年，任外交部干部司副司长。2013年11月，出任中华人民共和国驻马赛总领事。2016年12月，出任中华人民共和国驻塞舌尔大使。2018年9月，自驻塞舌尔大使离任。11月，任驻法国大使馆公使、首席馆员。2021年12月，自驻法国大使馆公使离任。2022年，任中国人民外交学会秘书长。

## 家庭
已婚，有一子。